# متیل اتیل کتون پروکسید
متیل اتیل کتون پروکسید (به انگلیسی: Methyl ethyl ketone peroxide) یک ترکیب شیمیایی با شناسه پاب‌کم ۳۶۷۲۷۷۲ است. شکل ظاهری این ترکیب، مایع بی‌رنگ است.